# Lycosa australicola
Lycosa australicola là một loài nhện trong họ Lycosidae.
Loài này thuộc chi Lycosa. Lycosa australicola được Embrik Strand miêu tả năm 1913.